# ميخائيل فووت
ميخائيل فووت (بالإنجليزية: Michael Foote)‏ هو إحاثي أمريكي، ولد في 1963.